# 곡성 도림사 계곡
곡성 도림사 계곡(谷城 道林寺 溪谷)은 대한민국 전라남도 곡성군 곡성읍 월봉리에 있는 계곡이다. 1987년 1월 15일 전라남도의 기념물 제101호로 지정되었다.

## 개요
곡성 도림사계곡은 해발 735m의 동악산 남쪽 골짜기를 흘러내리는 물줄기로, 동악계곡, 성출계곡과 더불어 아홉 구비마다 펼쳐진 넓은 바위 위로 맑은 물줄기가 흐른다.
마치 비단을 펼쳐 놓은 듯이 흐르는 물줄기는 연중 그치지 않을 뿐만 아니라 늙은 소나무들과 폭포들이 한데 어우러져 매우 아름다운 경치를 이루고 있다. 이곳의 경치를 감상하기 위해 예부터 풍류객들의 발길이 끊이지 않았다고 하며, 9개의 넓은 바위에는 선현들이 새긴 문구가 남아있어 그들의 풍류를 엿볼 수 있다. 계곡 정상부근에는 신선이 쉬어 간다고 전하는 높이 4m, 넓이 30평에 달하는 신선바위가 있으며, 신라 무열왕 7년(660)에 원효대사가 창건했다는 도림사가 있어 계곡과 더불어 좋은 경치를 이루고 있다.
월봉계곡으로도 불리는 도림사계곡은 산과 물이 어우러진 아름다운 경관을 이루고 있다.

## 참고 자료
- 곡성도림사계곡 - 국가유산청 국가유산포털